# Paepalanthus leucoblepharus
Paepalanthus leucoblepharus är en gräsväxtart som beskrevs av Friedrich August Körnicke. Paepalanthus leucoblepharus ingår i släktet Paepalanthus och familjen Eriocaulaceae. Inga underarter finns listade i Catalogue of Life.